# Corinne Allal
Corinne Allal (Tunis, 15 de març de 1955 — 11 de desembre de 2024) va ser una música i productora de rock israeliana nascuda a Tunísia i emigrada a Israel a l'edat de vuit anys. Va començar la seva carrera com a guitarrista als anys 70 i va llançar el seu primer àlbum el 1984. Va obtenir èxit amb discos com Antarctica (1989) i Sfat Imi (1990), produïts per Yehudit Ravitz. El 2022 va rebre el Premi Landau a la Trajectòria Professional per la seva contribució a la música israeliana. La seva música va gaudir de gran popularitat entre diverses generacions. Va col·laborar amb artistes  com Arik Einstein.
Allal va ser coneguda per les seves postures d'esquerres i la seva vida com a lesbiana. Va estar casada amb la seva gerent, Ruti, amb qui va criar dos fills. Va lluitar contra el càncer de mama i el 2023 va ser diagnosticada amb càncer de pàncrees. Va morir el 11 de desembre de 2024, a l'edat de 69 anys.